# EP (sjukvård)
EP, eller Evoked potential, är en mätning av den elektriska potentialskillnaden i nervsystemet som följer på ett stimuli, till skillnad från de spontana potentialskillnader som man mäter med EEG och EMG. De utförs för att upptäcka skador i nervbanorna i kroppen.
Det kan utföras både på människor och djur.  

## Typer av EP
Det finns tre olika sorters EP som man kan göra beroende på vilken typ av nervskada man skall undersöka. Dessa är
- AEP, Auditory Evoked Potentials, som mäter hjärnstammens auditiva respons, det vill säga om det är fel på hörselnerven. Detta utförs för att undersöka om man har Akusticusneurinom (En typ av godartad tumör vid balansnerven), MS och andra hjärnstamsrubbningar

- VEP, Visual Evoked Potentials, mäter synbarkens respons på stimulering av blixtrar eller olika mönster. Även med denna undersökning kan man upptäcka MS. Man kan även undersöka Opticuskompression (om synnerven är under tryck.) och andra synbanerubbningar.

- SEP (sjukvård), Sensory Evoked Potentials, mäter den sensoriska hjärnbarkens reaktion på stimulering. Den kan utföras under operationer när man vill kunna registrera om det sker retningar i nerver under operationer med risk för skador i ryggmärgens nervsystem. Man kan även upptäcka skador på nervflätor, ryggmärgsskador (ex MS) och känselrubbningar.